# Spettroscopia di elettroni interni
Le spettroscopie di elettroni interni (in inglese spectroscopy of inner electrons) sono tecniche di spettroscopia basate sull'eccitazione o rilassamento di elettroni dei gusci interni.
I tipi di tecniche utilizzati in questo genere di spettroscopia sono basati sull'impiego di raggi X.
Tecniche spettroscopiche che rientrano in questa classe sono:
- spettroscopia di emissione a raggi X;
- spettroscopia di assorbimento dei raggi X;
- spettroscopia fotoelettronica a raggi X (XPS/ESCA).

Le prime due tecniche si basano sull'emissione o assorbimento di raggi X mentre la terza si basa sull'emissione di fotoelettroni.